# Die Verschwörung des Fiesco zu Genua
Die Verschwörung des Fiesco zu Genua ist das zweite vollendete Drama Friedrich Schillers. Er begann es nach der Premiere von Die Räuber 1782 und widmete es seinem Lehrer Jakob Friedrich von Abel. Das im Untertitel „Ein Republikanisches Trauerspiel“ genannte Stück, das sich an die historische Verschwörung des Giovanni Luigi de Fieschi gegen Andrea Doria in Genua des Frühjahrs 1547 anlehnt, wurde 1783 am kurkölnischen Bonner Hoftheater uraufgeführt.

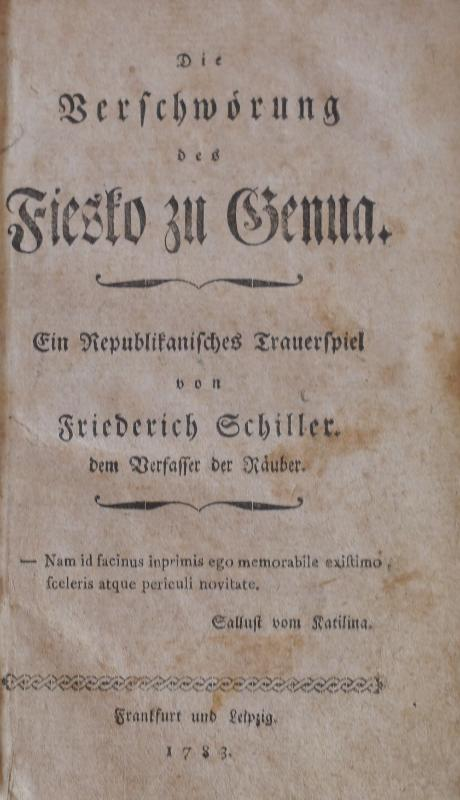
Die Verschwörung des Fiesko zu Genua. Ein Republikanisches Trauerspiel. Frankfurt und Leipzig, 1783 (Nachdruck im Jahr der Erstausgabe)

## Entstehung
Als Schiller am 22. September 1782 aus Stuttgart nach Mannheim floh, trug er in seinem Reisegepäck das fast fertige Manuskript eines Stückes, dem er nach eigener Aussage eine Vollendung zu geben trachtete, wie man sie auf deutschen Bühnen noch nicht gesehen habe. Ein Stück, das von keinem der Fehler entstellt sein sollte, die seinem ersten Stück noch anhafteten. Mit der Verschwörung des Fiesco, die er vor der Veröffentlichung keinen Geringeren als Gotthold Ephraim Lessing, Wieland und Goethe vorlegen wollte, was er dann doch unterließ, würde er, davon war der junge Schiller überzeugt, seinen Ruf als dramatischer Schriftsteller wahrhaft begründen.
Am 27. September verlas der Autor sein Stück im Hause des Regisseurs Wilhelm Christian Meyer vor den Schauspielern des Mannheimer Theaters. Schillers Fluchtgefährte Andreas Streicher berichtete von diesem Nachmittag. Die Reaktion der Zuhörer war niederschmetternd. Spätestens am Ende des zweiten der fünf Akte hatte sich die Gesellschaft bis auf Meyer und Iffland verlaufen. Beim Aufbruch fragte der Regisseur Streicher, ob dieser sich sicher sei, dass es wirklich Schiller war, der die Räuber geschrieben habe: „Weil der Fiesko das Allerschlechteste ist, was ich je in meinem Leben gehört, und weil es unmöglich ist, daß derselbe Schiller, der die Räuber geschrieben, etwas so Gemeines, Elendes sollte gemacht haben.“
Streicher gab ihm das Manuskript. Meyer las es in der Nacht und revidierte seine Meinung des Vortages vollkommen. Was das Stück so übel auf ihn habe wirken lassen, sei nur die schwäbische Aussprache des Autors gewesen und die „verwünschte Art, wie er alles deklamiert“ – eine Gabe, auf die Schiller selbst viel gab. „Er sagt alles in dem nämlichen hochtrabenden Ton her, ob es heißt: Er macht die Tür zu, oder ob es eine Hauptstelle seines Helden ist.“ Das Drama selbst allerdings hatte Meyer überzeugt. „Fiesko“, meinte er, „ist ein Meisterstück und weit besser gearbeitet als die Räuber!“

## Schillers Verständnis von historischer Wahrhaftigkeit auf der Bühne
Schiller hatte sich während der Arbeit an seinem Fiesko in historische Darstellungen, Handelsstatistiken und Dokumente der Alltagskultur der Zeit vertieft, um der historischen Wahrheit der Verschwörung von 1547 nahezukommen, die ihn schon zur Zeit der Niederschrift seiner dritten Dissertation interessierte; anscheinend aus ähnlichen Gründen wie Sallust, dessen Wort aus der Verschwörung des Catilina er seinem Stück als Motto voranstellt: Nam id facinus inprimis ego memorabile existimo sceleris atque periculi novitate. (Denn diese Tat halte ich, vor allem wegen der Neuheit/Neuartigkeit des Verbrechens und seiner Gefährlichkeit für denkwürdig.)
Anders als der Historiker Sallust jedoch beschäftigte sich Schiller nicht mit den historischen Geschehnissen, um sie in ebendieser Weise dem Publikum nahezubringen, sondern um seinen dramatischen Charakterexperimenten einen historisch wahrscheinlichen Hintergrund zu geben. Der Theatereffekt der Wahrscheinlichkeit war ihm wichtiger als die historische Wahrhaftigkeit. In der Nachrede der Bühnenfassung macht Schiller diese Ansicht deutlich, der es auch geschuldet ist, dass er die Verschwörung wie auch den Tod des Fiesko sehr frei auslegt:

„Mit der Historie getraue ich mir bald fertig zu werden, denn ich bin nicht sein [Fieskos] Geschichtsschreiber, und eine einzige große Aufwallung, die ich durch die gewagte Erdichtung in der Brust meiner Zuschauer bewirke, wiegt bei mir die strengste historische Genauigkeit auf.“

## Die Handlung

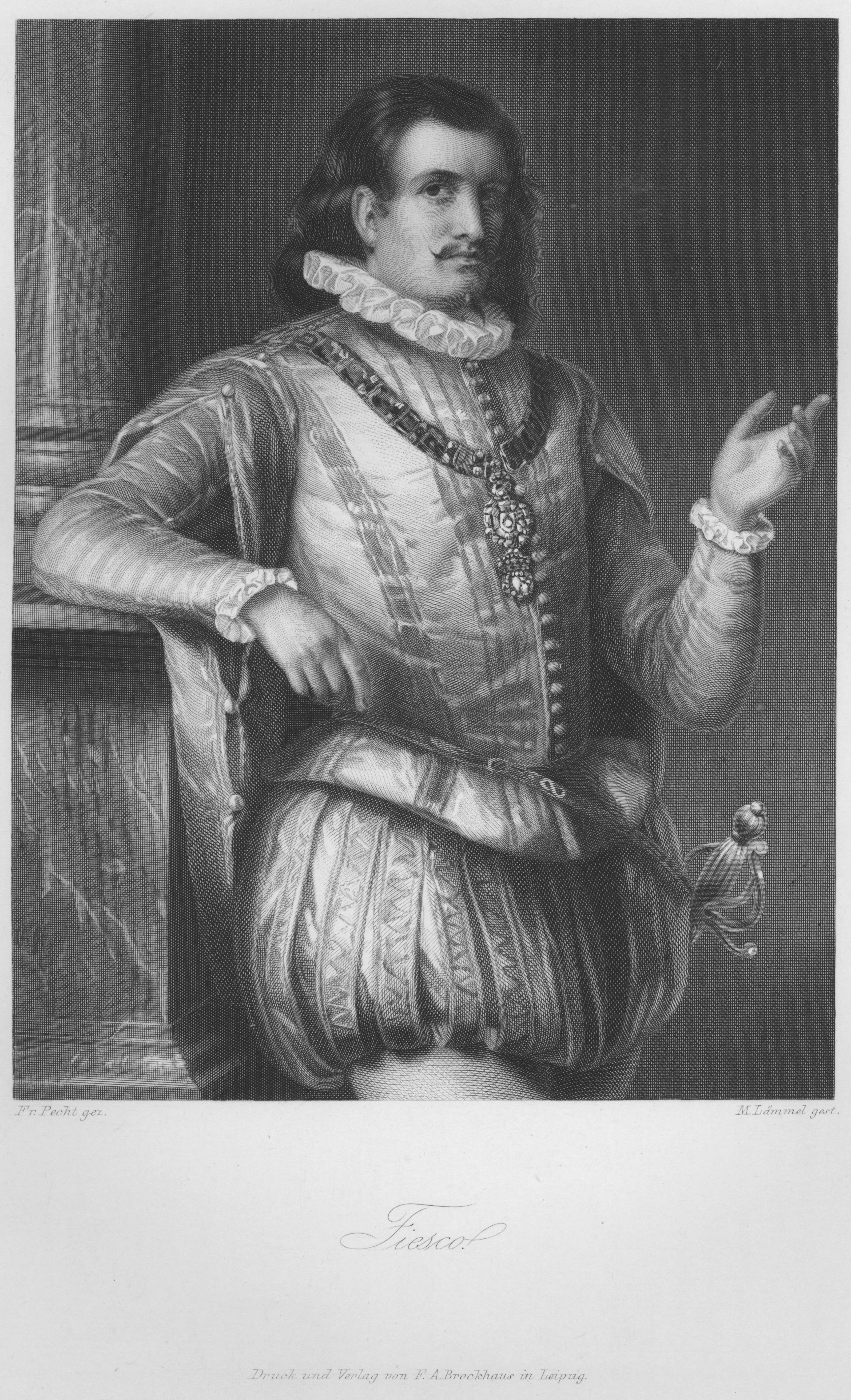
Fiesco aus der Schiller-Galerie;
Stahlstich von Lämmel nach Pecht, um 1859

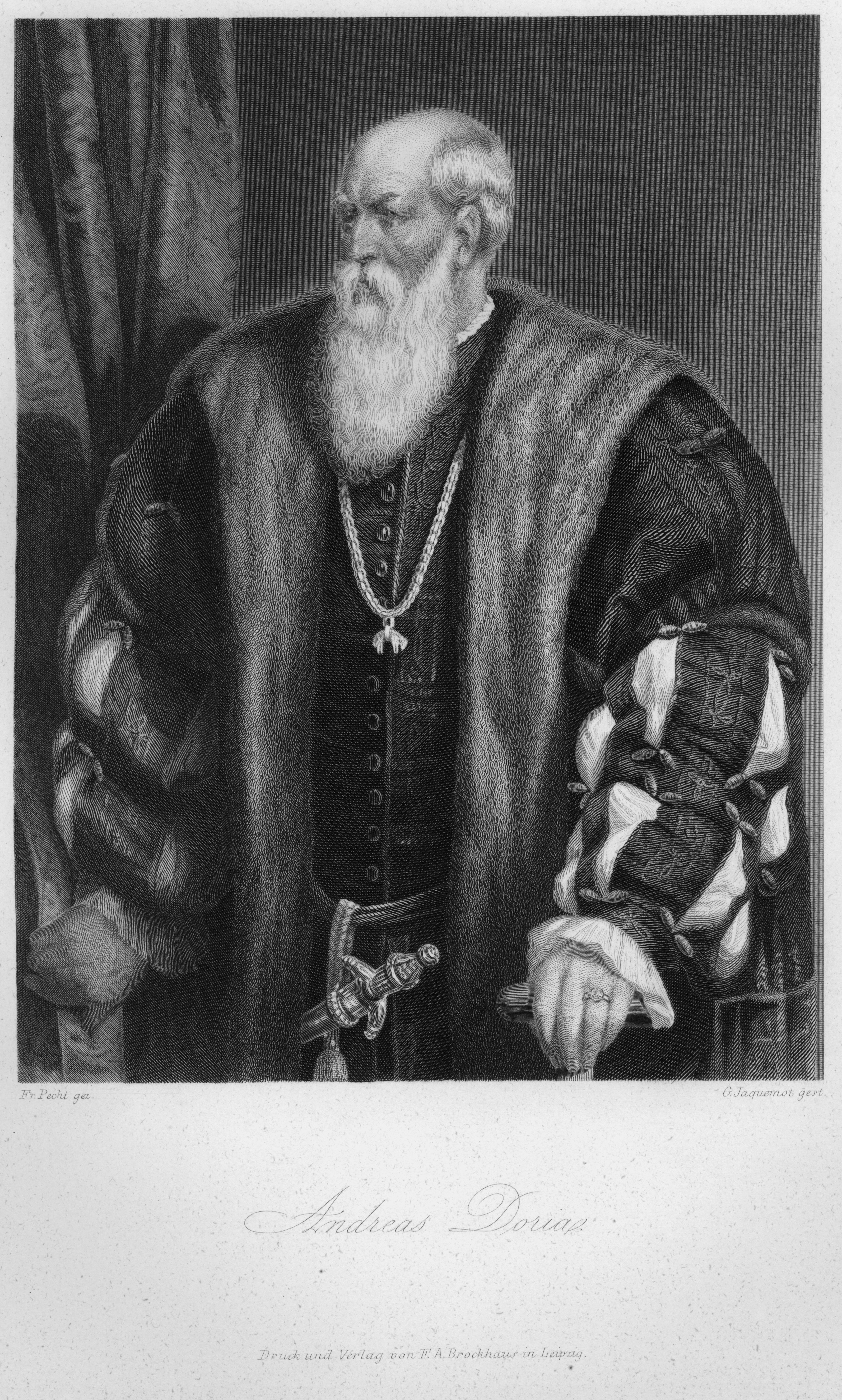
Andreas Doria aus der Schiller-Galerie;
Stich von Jaquemot nach Pecht

Genua 1547. Die Handelsmetropole hat 19 Jahre zuvor durch Andrea Doria ihre Unabhängigkeit von Frankreich und einen neuen Fürsten erhalten. Doch der Doge Doria ist nun ein Greis von 80 Jahren. Es steht zu befürchten, dass alsbald sein Neffe Gianettino Doria sein Nachfolger wird. Doch unter den Nobili Genuas regt sich Widerstand gegen die Herrschaft Dorias und vor allem gegen seinen tyrannischen Neffen. Um den eisenharten Republikaner Verrina haben sich ein paar Missvergnügte geschart, die zumeist eigensüchtige Ziele verfolgen. Sacco schließt sich der Verschwörung an, weil er glaubt durch einen Aufstand seine Schulden loszuwerden, Calcagno will Fiescos Frau Leonore erobern, Bourgognino möchte endlich seine Braut Bertha, die Tochter Verrinas, heimführen. Ihre Verführung und Vergewaltigung durch Gianettino Doria gibt schließlich den unmittelbaren Anlass zur Verschwörung. Der junge Fiesco, Graf von Lavagna, seinerseits verhält sich so, dass für die Verschwörer ungewiss bleibt, ob er zu ihnen gehört. Er umwirbt die verrufene Schwester des intriganten Gianettino und führt sich überhaupt als prinzipienloser Lebemann ohne jeden politischen Ehrgeiz auf. Selbst Leonore, Fiescos Gattin, weiß nicht, woran sie bei ihrem Mann ist. Allein Verrina misstraut dem Verhalten des Grafen. Er vermutet hinter der Maske des Genussmenschen den Verschwörer, fürchtet Fiesco deshalb und beschließt ihn aus dem Weg zu räumen, sobald die Verschwörung vorüber und Genua befreit ist. Auch Gianettino Doria sieht in Fiesco eine Gefahr und will ihn durch den Mohren Muley Hassan beseitigen lassen. Der Mordanschlag wird jedoch von dem Mohren verraten und Fiesco bekommt mit ihm den Mann zur Hand, mit dessen Hilfe er seine Gegenintrige ins Werk setzen kann. Nun offenbart er den anderen Nobili seine eigenen heimlichen Umsturzvorbereitungen, weiht sie aber nicht in alle Geheimnisse ein. Sofort wird er als Haupt der Verschwörung anerkannt. Nur Verrina bleibt misstrauisch. Er befürchtet, dass Fiesco nicht die Republik, sondern die Herzogswürde anstrebt. In einer vertraulichen Szene im Wald offenbart er seine Bedenken seinem baldigen Schwiegersohn Bourgognino; für ihn steht fest: „Wenn Genua frei ist, stirbt Fiesco.“
Schiller spinnt in seinem Trauerspiel also eine dreifache Verschwörung: Gianettino bereitet einen Putsch vor, der Andrea Doria entmachten und die verbliebenen Republikaner ausnahmslos vernichten soll. Die Verschwörer um Fiesco betreiben den Sturz der Dorias und Verrina, besorgt um die Republik, plant für den Fall des Erfolgs der Verschwörung die Ermordung Fiescos.
Und Verrinas Sorge ist nicht ganz unbegründet, denn Fiesco ist sich selbst über seine Zukunft und die Genuas im Unklaren: „Welch ein Aufruhr in meiner Brust! Welche heimtückische Flucht der Gedanken […] Republikaner Fiesco? Herzog Fiesco? […]“ Nach einer nachdenkenden Pause, fest: „Ein Diadem erkämpfen ist groß. Es wegwerfen ist göttlich.“ Entschlossen: „Geh unter Tyrann! Sei frei, Genua, und ich“ – sanft geschmolzen – „dein glücklichster Bürger!“
Nur sein glücklichster Bürger? Einen Auftritt später ist Fiesco unsicherer denn je: „Dass ich der größte Mann bin im ganzen Genua? und die kleinen Seelen sollten sich nicht unter die große versammeln?“

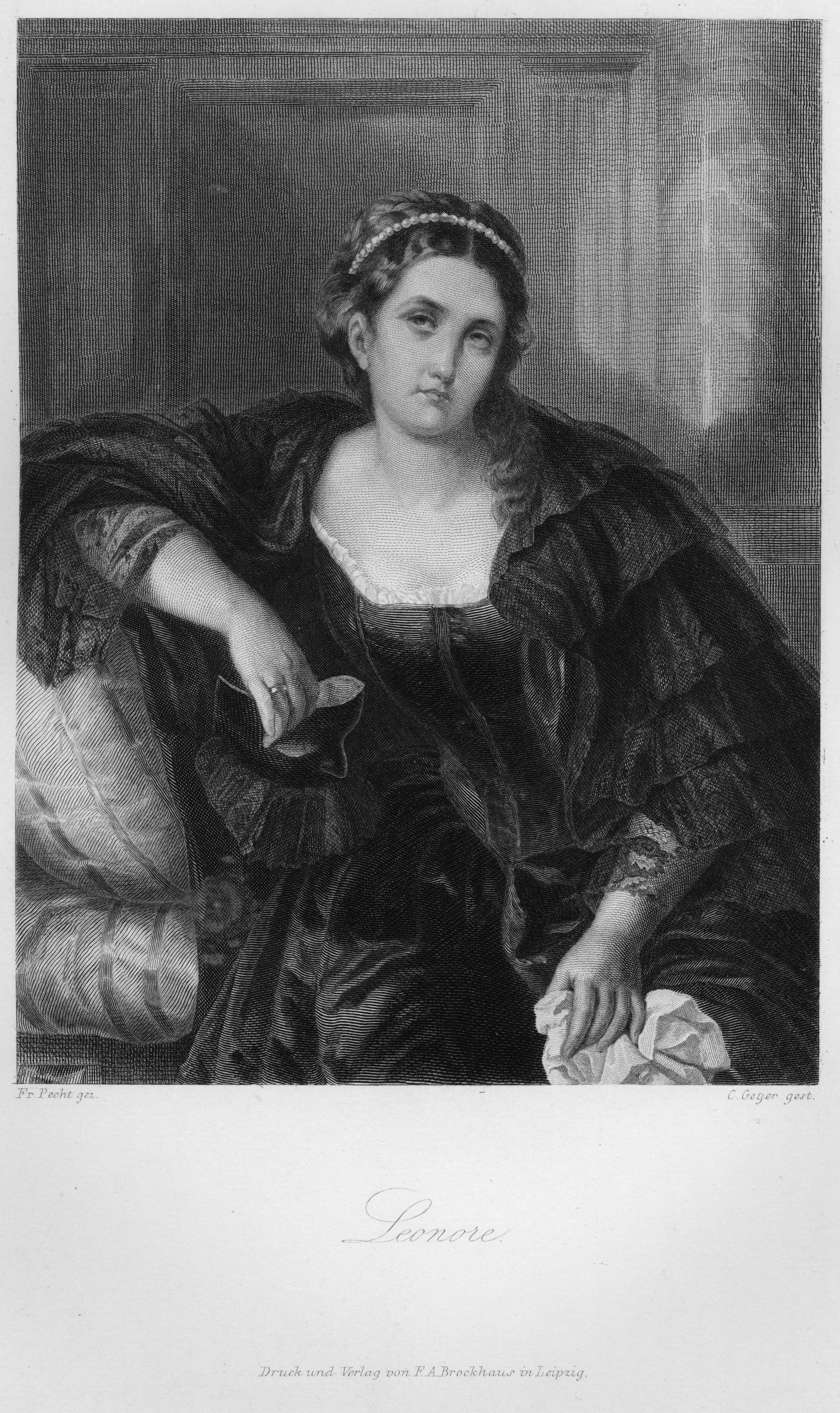
Leonore aus der Schiller-Galerie;
Stich von Conrad Geyer nach Friedrich Pecht

Er ist entschlossen. Die Verschwörung nimmt ihren Lauf. Unter dem Vorwand der Ausrüstung einiger Galeeren für einen Zug gegen die Türken sammelt Fiesco mehrere Hundert Söldner um sich und schmuggelt sie in die Stadt. Unter seiner Führung besetzen die Verschwornen das Tor von St. Thomas, überrumpeln den Hafen und bemächtigen sich der Galeeren und der Hauptplätze der Stadt. Der junge Bourgognino rächt sich an Gianettino Doria für die Schändung seiner Braut, indem er ihn, wie er es geschworen, ersticht. Andrea Doria flüchtet. Die Stadt scheint ganz in Fiescos Hand, doch die Verwirrung ist immer noch groß. Leonore hat sich mit ihrer Dienerin Arabella, entgegen dem Verbot ihres Ehemannes, in Männerkleidung in die Stadt begeben. Stolz und heroisch verfolgt sie das Geschehen. Sie findet den toten Gianettino und wirft sich in wilder Schwärmerei dessen Purpurumhang um. Fiesco, der sie durch die Straßen eilen sieht, hält sie für einen Doria und streckt sie nieder. Die Erkenntnis, dass er seine geliebte Frau, mit der er seine Herrlichkeit teilen wollte, ermordet hat, stürzt ihn in tiefe Verzweiflung. Doch er fasst sich schnell. „Die Vorsehung, versteh ich ihren Wink, schlug mir diese Wunde nur, mein Herz für die nahe Größe zu prüfen? […] Genua erwarte mich, saget ihr? – Ich will Genua einen Fürsten schenken, wie ihn noch kein Europäer sah – Kommt! – dieser unglücklichen Fürstin will ich eine Totenfeier halten, dass das Leben seine Anbeter verlieren und die Verwesung wie eine Braut glänzen soll – Izt folgt eurem Herzog.“
Tatsächlich ist Genua bereit, Fiesco jubelnd als neuen Herzog anzuerkennen. Allein Verrina folgt seinem Schwur. Unter einem Vorwand lockt er Fiesco ans Meer, wo er ihn erst wehmütig, dann kniefällig bittet, den Purpur wieder abzulegen. Fiesco bleibt hart. Darauf stößt Verrina den Fürsten ins Meer. Der schwere Purpurumhang zieht ihn in die Tiefe.
Verschworene kommen kurz darauf mit der Nachricht ans Ufer, Andrea Doria sei zurückgekehrt. Sie fragen nach dem Verbleib Fiescos. „Ertrunken“, antwortet Verrina, „Ertränkt, wenn das hübscher lautet – Ich geh zum Andreas.“
Alle bleiben in starren Gruppen stehen, während der Vorhang fällt.
Soweit zur Buchfassung. In der Bühnenfassung findet sich ein anderes, jedoch nicht weniger wahrscheinliches Ende. Hier erobert Fiesco die Macht über Genua, um sie in die Hände der Republik zurückzugeben. Mit den Worten „Ein Diadem erkämpfen ist groß. Es wegwerfen ist göttlich“ zerbricht er hier das Zepter der Alleinherrschaft und ruft die Freiheit Genuas aus. Fiesco und Verrina fallen sich weinend in die Arme.

## Fiesco und das Abenteuer der Freiheit
„Wahre Größe des Gemüts“, schrieb Schiller 1788 im elften seiner zwölf Briefe zum Don Karlos, „führt oft nicht weniger zu Verletzungen fremder Freiheit als der Egoismus und die Herrschsucht, weil sie um der Handlung, nicht um des einzelnen Subjekts willen handelt.“
Die Größe des Charakters war für Schiller, den Bewunderer der antiken Biographien Plutarchs, stets etwas Anziehendes. Dies galt auch für die Figur des Grafen von Fiesque. Die historische Überlieferung beschreibt ihn als stark, schön, fintenreich, geliebt von den Frauen, von stolzem Adelsgeschlecht und unbändigem politischen Ehrgeiz. Doch es ist unklar, ob er die Republik von der Fürstenherrschaft befreien oder eine eigene errichten wollte. Als Renaissance-Natur steht er jenseits von Gut und Böse. Die charakterliche Größe machte ihn für Schiller zum Helden, gleichviel, ob sie tugendhaft oder verbrecherisch war.
Im Nachwort der Mannheimer Bühnenfassung schreibt er:

„Fiesco, ein großer furchtbarer Kopf, der unter der täuschenden Hülle eines weichlichen epikurischen Müßiggängers, in stiller, geräuschloser Dunkelheit, gleich dem gebärenden Geist auf dem Chaos einsam und unbehorcht eine Welt ausbrütet und die leere, lächelnde Miene eines Taugenichts lügt, während daß Riesenplane und wütende Wünsche in seinem brennenden Busen gären – Fiesco, der, lange genug mißkannt, endlich einem Gott gleich hervortritt, das reife vollendete Werk vor erstaunende Augen stellt und ein gelassener Zuschauer dasteht, wenn die Räder der großen Machine dem gewünschten Ziel unfehlbar entgegen laufen.“

Schiller wollte mit seinem Helden eine Figur auf die Bühne bringen, die nicht zu fassen ist, eine Person von glänzender Undurchdringlichkeit, die so frei ist, dass sie beide Möglichkeiten in sich einschließt, die des Tyrannen und die des Befreiers von der Tyrannei. Schiller begann die Arbeit an seinem Stück, ohne sich für eine der Möglichkeiten entschieden zu haben. Hätte er sich entschieden, hätte er auch gewusst, wie das Stück enden sollte. Aber das wusste er selbst dann noch nicht, als, bis auf die letzten beiden Szenen, schon alles fertig war. Fiesco weiß also deshalb bis zuletzt nicht, wie er handeln soll, weil Schiller nicht wusste, wie er ihn handeln lassen sollte. Fiesco bleibt unschlüssig und Schiller blieb es auch; bis Anfang November 1782, als er dem Stück schließlich die zwei oben beschriebenen verschiedenen Ausgänge gibt. Beide absolut schlüssig, weil Fiesco frei genug ist, sich für beide Handlungsweisen zu entscheiden. Seinem Freund Andreas Streicher gegenüber äußert Schiller in diesem Zusammenhang, dass ihn die beiden letzten Szenen „weit mehr Nachdenken gekostet“ hätten als das ganze übrige Stück.
Rüdiger Safranski zieht in seiner Biographie an dieser Stelle den Schluss, dass es Schiller, dem „Enthusiast[en] der Freiheit“, in seinem Fiesco nicht um die Frage geht, wie man handeln soll, sondern welches Handeln man eigentlich will. „Es geht nicht darum, was man wollen soll, sondern was man wollen will“, so Safranski, „Freiheit ist dasjenige am Menschen, was ihn unvorhersehbar macht, für sich und andere.“
In seinen Räubern hatte Schiller das „Opfer einer ausschweifenden Empfindung zum Vorwurf genommen“. Im Fiesco versuchte er „das Gegenteil, ein Opfer der Kunst und Kabale“. In seiner Vorrede äußerte er Bedenken hinsichtlich der Bühnentauglichkeit von „kalte[r], unfruchtbare[r] Staatsaction“: „Wenn es wahr ist, daß nur Empfindung Empfindung weckt, so müßte, deucht mich, der politische Held in eben dem Grade kein Subject für die Bühne sein, in welchem er den Menschen hintenansetzen muß, um der politische Held zu sein.“
Das Stück erlangte mit der erstaunlichen Zahl von 75 Aufführungen eine enorme Popularität. Heute allerdings wird es im Gegensatz zu den Räubern oder Kabale und Liebe nur noch selten inszeniert. Ein Grund dafür könnte unter anderem Schillers Verhältnis zur Demokratie sein. Im achten Auftritt des zweiten Aufzugs stellt er eine „Massenszene“ mit zwölf (!) Handwerkern dar. Diese wissen zwar genau, was sie nicht wollen (die Errichtung absolutistischer Verhältnisse in Genua), aber nicht, was sie stattdessen anstreben sollten. In ihrer Ratlosigkeit wenden sie sich an Fiesco, der sie „erlösen“ soll. Dieser erzählt ihnen eine Fabel, bei der die Herrschaft des Fleischerhundes durch die des Löwen ersetzt wird (also die Herrschaft der Dorias durch die Fiescos). Von ihrem Wunsch, eine Demokratie einzurichten, bringt Fiesco die Handwerker durch den Hinweis ab, Demokratie sei „die Herrschaft der Feigen und der Dummen“, da es mehr Feige als Mutige und mehr Dumme als Kluge gebe und da in der Demokratie das Mehrheitsprinzip herrsche. Durch ihren Jubel bestätigen die Handwerker Fiescos Urteil, der sich daraufhin in euphorischer Siegesgewissheit wiegt. Die Ansicht, Demokratie sei eine „Herrschaft der Feigen und der Dummen“ und daher sei ihr die Herrschaft eines „guten Fürsten“ vorzuziehen, gilt heute als unakzeptabel, war aber zu Schillers Zeit noch weit verbreitet, vor allem durch die Rezeption von Platons Politeia (Staat), womit Platon unter anderem zeigen will, dass es letztlich für alle Mitglieder einer Gesellschaft am günstigsten sei, wenn diejenigen herrschen, die dafür am besten geeignet seien. Und Platon meint, dies sei nur eine kleine Minderheit. Die Mehrheit sei für andere Aufgaben besser geeignet, z. B. Landesverteidigung, Handel oder Handwerk. Wenn also alle genau das tun, wozu sie am fähigsten seien, so sei dies langfristig für alle das Beste, lässt Platon den Sokrates ausführen. Diese Haltung lässt sich auch an Schillers Lied von der Glocke ablesen: „Der Meister kann die Form zerbrechen / Mit weiser Hand zur rechten Zeit, / Doch wehe, wenn in Flammenbächen / Das glüh'nde Erz sich selbst befreit!“
Fiescos Problem besteht außerdem darin, dass er vielleicht eher der „Fuchs“ als der „Löwe“ (der „meisterhafte“ und deshalb legitime Herrscher der Fabel) ist, sich also die Frage stellt, ob er wirklich besser als der „Fleischerhund“ ist. Fiesco schwankt selbst zwischen republikanischen und monarchischen Idealen, gibt auch auf Drängen seiner Frau Leonore seine Herrschaftsbegierde zugunsten der Liebe und eines bürgerlichen Familienlebens beinahe auf, aber eben nur beinahe. Er ist insofern ein tragischer Held im Sinne des Aristoteles, als auch er Fehler hat, und im ursprünglichen Schluss werden diese ihm tatsächlich zum Verhängnis und er wird ermordet. In der späteren Bühnenfassung hat Schiller den tragischen Schluss in einen überraschend erfreulichen umgewandelt, indem Fiesco auf sein Fürstentum verzichtet und so die Monarchie zur Republik wird. Dies wurde nach 1790 als pro-revolutionäres Plädoyer gedeutet und das Stück daher in dieser Fassung vielfach verboten.

## Hörspiele
- 1966: Die Verschwörung des Fiesco zu Genua. Bayerischer Rundfunk. Komposition: Konrad Elfers, Regie: Heinz-Günter Stamm.
- 1969: Die Verschwörung des Fiesco zu Genua. Rundfunk der DDR. Komposition: Reiner Bredemeyer, Regie: Peter Groeger.

## Vertonungen
- Édouard Lalo: Fiesque. Libretto von Charles Beauquier. Komponiert 1866–1868. Konzertante Uraufführung: Montpellier 27. Juli 2006. Szenische Uraufführung: Nationaltheater Mannheim 16. Juni 2007.
- Friedemann Holst-Solbach: Fiesco. Die Verschwörung des Fiesco zu Genua, in Teilen vertont und unterlegt. Libretto vom Komponisten. Vertonung in Zwölftontechnik. Die Orchestrierung folgt dem Pierrot Lunaire von Arnold Schönberg. Klavierauszug: 141 Seiten inkl. eines vierzehnseitigen Librettos mit Regievorschlägen, ISMN 979-0-50072-613-5 (Suche im DNB-Portal).